# SN 2007og
SN 2007og – supernowa typu II-P odkryta 8 października 2007 roku w galaktyce A024820-0058. W momencie odkrycia miała maksymalną jasność 21,40m.